# Bem Gil
Bem Giordano Gil Moreira (Rio de Janeiro, 13 de janeiro de 1985) é um compositor, cantor, arranjador, produtor musical e multi-instrumentista brasileiro.

## Biografia
É filho do cantor e compositor baiano Gilberto Gil e da produtora e empresária paulista Flora Gil. É irmão da nutricionista e apresentadora Bela Gil, do músico José Gil e meio-irmão das cantoras Preta Gil e Nara Gil e de Maria Gil.

## Vida Pessoal
Foi casado com a cantora Bárbara Ohana, sobrinha da atriz Cláudia Ohana, com quem teve seu primeiro filho, Bento Carneiro Giordano Gil Moreira. 
Atualmente está casado com a cantora Ana Cláudia Lomelino, com quem tem dois filhos: Dom Lomelino Giordano Gil Moreira e Sereno Lomelino Giordano Gil Moreira.

## Discografia
- Tono
- Tono Auge
- BandaDois